# Dodonaea adenophora
Dodonaea adenophora Miq.  är en kinesträdväxt.
Dodonaea adenophora ingår i släktet Dodonaea och familjen kinesträdsväxter. 
Inga underarter finns listade i Catalogue of Life.

Western Australia

Queensland

## Habitat
- Western Australia
- Queensland